# Bernhard Meyer zum Pfeil

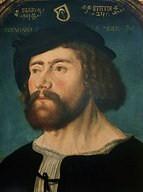
Bernhard Meyer zum Pfeil

Junker Bernhard Meyer zum Pfeil (* 1488 in Basel; † 1558 in Basel), war Tuchhändler, Geheimer Staatsrat und Gesandter des Kantons Basel sowie 1548 bis 1558 Bürgermeister zu Basel. Militärisch hatte er den Rang eines Hauptmanns und Bannerherrn.

## Leben

### Herkunft
Bernhard Meyer zum Pfeil entstammte dem nach dem Pfeil im Familienwappen zubenannten Geschlecht Meyer zum Pfeil. Es taucht bereits im 15. Jahrhundert unter den begüterten Familien von Basel auf und führte im 15. und 16. Jahrhundert den Junkertitel. Er war ein Sohn des Humanisten Nikolaus Meyer zum Pfeil († 1500) und der Barbara zum Lufft und ein Bruder des Junkers Adelberg Meyer zum Pfeil (1474–1548), der ihm unmittelbar im Bürgermeisteramt zu Basel vorausgegangen war.

### Wirken
Ab 1529 war er der reformierten Konfession zugehörig. Bernhard Meyer zum Pfeil war Gewandmann und Wechsler und von 1530 bis 1548 Ratsherr der Zunft zum Schlüssel, einer der „Herrenzünfte“ (Kaufleutezünfte), sowie als „Dreizehner“ Geheimer Staatsrat. 1548 bis 1558 hatte er als Basler Bürgermeister erstrangige finanz- und wirtschaftspolitische Ämter inne, unter anderem als „Dreier“, „Siebner“ sowie „Wardein“ (Münzprüfer) an der „Goldenen Münze“. Er war Mitglied des Stadtgerichts, des „Fünfergerichts“ und des Appellationsgerichts sowie im Militär Hauptmann und Bannerherr. Bernhard Meyer zum Pfeil gehörte zu den führenden Außenpolitikern Basels. Er war an 190 Basler Gesandtschaftsmandaten in der Eidgenossenschaft und im Basler Umland beteiligt und nahm eine Führungsposition bei den Gesandtschaften ins nähere und weitere Beziehungsfeld Basels ein.

### Familie
Bernhard Meyer zum Pfeil war in erster Ehe verheiratet mit Helena Bär, einer Tochter des Tuchhändlers Hans Bär (gefallen 1515 in der Schlacht bei Marignano), Basler Bannerherrn und Zunftmeisters der Basler Zunft zu Safran, eines Schwagers des Basler Bürgermeisters (1516–1521) Jakob Meyer zum Hasen (1482–1531). In zweiter Ehe war Bernhard Meyer zum Pfeil verheiratet mit Maria Wölflin, Tochter des Gewandmanns Wilhelm Wöflin.
Seine Söhne waren:
- Beat Meyer zum Pfeil († 1552), verheiratet in erster Ehe mit Christina Bischoff, dann mit Barbara Meyer (* 1539), die 1557 Hans Jacob Keller (1531–1603) heiratete
- Nikolaus Meyer zum Pfeil (1515–1550), seit 1537 verheiratet mit Katharina Rüdin († 1547).

Einer von Bernhard Meyer zum Pfeils Neffen war Hans Ludwig Meyer zum Pfeil (1539–1607), Mitglied des Basler „Dreizehner“-Rates. Er war seit 1559 mit Anna Froben (1541–1576), der Tochter des bedeutenden Basler Verlegers Hieronymus Froben (1501–1563), eines Freundes Erasmus von Rotterdams, verheiratet und damit ein Schwager des Ambrosius Froben (1537–1595).